# La Opinión
La Opinión (zu Deutsch „Die Meinung“) ist die größte spanischsprachige Zeitung der USA. Sie wurde  am 16. September 1926 von Ignacio E. Lozano gegründet. Herausgeberin und CEO ist Mónica Lozano.